# Bevego Byggplåt & Ventilation
Bevego Byggplåt & Ventilation Aktiebolag är ett svenskt partihandelsföretag inom byggplåt, ventilation, teknisk isolering och industri med huvudkontor i Alingsås. År 2018 hade Bevego strax över 400 anställda på 36 filialer på olika platser i Sverige. Utöver detta har företaget även fyra ventcenter och ett steel servicecenter med bland annat egen tillverkning av ventilationskanaler. Bevego vänder sig endast till aktörer som är verksamma på professionella marknader. Bevegos främsta kundgrupper är plåtslagare, ventilationsmontörer, isoleringsentreprenörer och småskalig industri.

## Historia
- 1994 bildades Bevego Byggplåt & Ventilation AB som ett personalägt bolag, de dåvarande 22 delägarna med lång erfarenhet av plåtslageri- och grossistbranschen, lade grunden till en professionell och konkurrenskraftig verksamhet.[4]
- 2002 Bevego expanderade kontinuerligt med god lönsamhet och köptes av företaget Dahl Sverige Aktiebolag som är en del av franska koncernen Saint-Gobain.[4]
- 2005 gick Bevego ihop med Isolator, grundat 1939. Fusionen blir grunden till ett nytt affärsområde: Teknisk isolering.[4]
- 2005–2007 skedde en rad förvärv av lokala grossiströrelser som fusioneras in i Bevego. Nya filialer öppnades på geografiskt strategiska platser.[4]
- 2008 stärkte Bevego upp inom affärsområdet Byggplåt samt expanderade sin geografiska närvaro i Göteborg och Stockholm genom förvärv av Famex AB.[4]
- 2011 startades Bevego Industri, med inriktning mot mindre till medelstora industriella företag.
- 2014 stärkte Bevego upp inom affärsområdet ventilation samt expanderade sin geografiska närvaro i Göteborg med omnejd genom förvärv av Tåpee AB.[4]
- 2015 stärkte Bevego upp inom affärsområdet byggplåt samt expanderade sin geografiska närvaro i Göteborg och Stockholm med omnejd genom förvärv av Ruukki Express.[4]
- 2016 stärkte Bevego upp inom affärsområdet ventilation genom expanderad geografisk närvaro med produktion av, i huvudsak, rektangulära ventilationskanaler och ljuddämpare i närheten av Stockholm, Jönköping och Lund genom förvärv av Profiduct AB.[4]

## Ägarform
Bevego ingår i den världsomspännande koncernen Saint-Gobain S.A.
I Sverige representeras Bevego av moderbolaget Dahl Sverige AB - en av Nordens grossister av VVS-, VA- och rörprodukter för industrin. Huvudinriktningen för Saint-Gobain är produktion av glasprodukter och specialmaterial, samt produktion och distribution av byggvaror. Saint-Gobain har sitt huvudkontor i den 97 meter höga byggnaden Les Miroirs i La Défense i Paris och är börsnoterad. Koncernen är idag verksam i ett sextiotal länder.

### Saint-Gobain Building Distribution
Bevego tillhör via Dahl-divisionen - en distributör av byggmaterial i Europa, samt internationell distributör av kakelplattor. Divisionen har ett nätverk av över 4 000 försäljningsställen i fler än 24 länder och har över 63 000 anställda inom marknaderna för nybyggnation, renovering och heminredning. 

## Affärsområden
Bevego erbjuder idag ett produktutbud inom följande områden:

### Byggplåt
Aluminium, aluzink, arbetsskydd, bandtäckningsplåt, bly, tenn & flex, byggplåtstillbehör, infästning, koppar, magnelis, maskiner & verktyg, mässing, planplåt lackerad, rostfritt, solel, stålplåt, takavvattning, takpannor och takprofiler, takskydd, tätningsmedel & färg och zink.

### Ventilation
Aluzink, arbetsskydd, fläktar, huvar & galler, infästning, kanalinklädnad, kanalsystem, luftdon, magnelis, maskiner & verktyg, montagematerial ventilation, mät- & styrprodukter, spjäll & ljuddämpare, stålplåt, tätningsmedel & färg, ventilationsaggregat och ventilationstillbehör.

### Teknisk isolering
Aluminium, aluzink, arbetsskydd, brandtätning, byggisolering, cellgummi, distansskålar & klamsvep, färdigisolering, högtemperatur, infästning, lamellmattor & övrig ull, magnelis, maskiner & verktyg, montagematerial, nätmattor, rörmärkning & tejp, rörskålar, skivor, tekniska vävar, tätningsmedel & färg och ytbeklädnadssystem.

### Industri
Aluzink, aluminium, bandtäckningsplåt, byggplåtstillbehör, cellgummi, fläktar, färdigisolering, huvar & galler, infästning, kanalsystem, koppar, lamellmattor & övrig ull, luftdon, magnelis, maskiner & verktyg, montagematerial, nätmattor, rostfritt, rörskålar, skivor, spjäll & ljuddämpare, stålplåt, takavvattning, takskydd, ventilationstillbehör och ytbeklädnadssystem.